# Великое княжество Литовско-Белорусское
Великое княжество Литовско-Белорусское (лит. Lietuvos-Baltarusijos karalystė, бел. Вялікае княства Літоўска-Беларускае, также Королевство Литовско-Белорусское), — несостоявшееся государство, предложенное дворянами из литовских и белорусских губерний. Поддерживалось различными монархическими организациями, такими как Краевая партия Литвы и Беларуси в Российской империи, Виленские консерваторы в Польше. Основной идеей было воссоздание Великого княжества Литовского в форме конфедерации Литвы и Беларуси.

## Предпосылки создания Конфедерации

### Зарождение Краевой идеи
Концепция объединения территорий Литвы и Беларуси в XX веке возникла, прежде всего, благодаря политическому движению Краёвцев. Истоки «краевой концепции», зародившейся на землях, когда-то входивших в состав Великого Княжества Литовского (ВКЛ), уходят корнями глубже, чем можно было бы предположить, исходя из событий XIX—XX веков. Эта концепция была вдохновлена исторической памятью местного дворянства и интеллигенции о былом единстве шести северо-западных губерний во времена ВКЛ, а также желанием не только сохранить, но и укрепить это единство в будущем.
Идея возрождения Великого Княжества Литовского была в значительной степени продиктована усилиями белорусских национальных лидеров, в частности братьев Ивана и Антона Луцкевичей. Они рассматривали этот проект как возможный только при условии кардинальных политических изменений в Российской империи, включая отмену самодержавия и переход к децентрализованной системе управления с элементами федерализма. Братья Луцкевичи утверждали, что союз между Беларусью и Литвой будет взаимовыгодным по нескольким причинам.
Во-первых, они считали, что экономический и социальный уровень развития обеих стран был сопоставим, что предотвращало бы доминирование литовского национализма над белорусским в рамках предполагаемой федерации. Во-вторых, такая федерация обеспечила бы сохранение традиционных экономических связей и дала бы Беларуси доступ к Балтийскому морю. В-третьих, наличие белорусско-литовской политической унии позволило бы сохранить Вильню как культурный, исторический и экономический центр, объединяющий оба народа, а не становящийся предметом территориальных споров.
Братья Луцкевичи также не исключали возможность восстановления Речи Посполитой на новых конфедеративных началах. Однако они осознавали геополитические риски такого объединения и предполагали, что для Беларуси это станет приемлемым только после формирования надежного основания для её суверенитета.
В центре геополитического проекта братьев Луцкевичей стояли национальные интересы Беларуси. Концепция федерации или конфедерации рассматривалась ими как средство создания благоприятных условий для социально-экономического и культурного развития белорусского национального проекта, который был бы направлен на укрепление национальной идентичности и самостоятельности. Эта идея подчеркивала стремление белорусского национального движения к самоопределению и развитию в рамках широкого европейского контекста, учитывая исторические связи и общие интересы с соседними народами.

### Краёвцы в парламенте Российской империи
Революция 1905—1907 годов в России и последующее подписание манифеста предоставили возможность политически активной части сред
незажиточного и состоятельного дворянства Северо-Западного края официально артикулировать свою идеологию через публичные дискуссии и печатные издания. До этого момента идеология «краёвости» существовала лишь в рамках частных дебатов.
«Краевая концепция» предлагала идею объединения губерний Северо-Западного края в качестве территориального, политического и культурного наследия ВКЛ. Краевцы выступали против русификации и полонизации, стремясь сохранить уникальность своих земель. «Краевая идея» выражала патриотическое стремление значительной части местного дворянства и интеллигенции противостоять превращению их территорий в периферийные области Российской империи или Польши. Эта идеология была направлена на предотвращение деградации литовско-белорусских губерний, бывших земель ВКЛ, в провинцию Российской империи. Краевцы стремились превратить эти территории в независимый политический и культурный субъект, сопротивляясь попыткам их русификации.
Для практической реализации своих идей через парламентскую деятельность «краёвцами» было создано несколько политических партий. К либерально-консервативной течения относилась «Краевая партия Литвы и Белоруссии» (1907—1908), а к либерально-демократического течения — Конституционно-католическая партия Литвы и Белоруссии (1906—1907) и Польский демократический союз Белоруссии (1907). К демократическому направлению краёвости относилось и общественное объединение Польский союз краевой работы (1907—1908), позже переименованное в Польский союз социальной работы.
Краевая партия Литвы и Белоруссии получила 120 из 518 мест в Верховной Государственной Думе. Её лидер, Эдвард Войнилович, также сблизился с Главой Российского Правительства — Петром Столыпиным, который пообещал способствовать введению земств в западных губерниях и даже летом 1906 предложил Войниловичу должность заместителя министра земледелия в своём правительстве, хотя Войнилович отказался от должности.
Вероятно, кульминационным моментом доминирования консервативного течения краёвцев было устное обращение лидера краёвцев-консерваторов Эдварда Вайниловича в 1907 с предложением ввести автономию управления Заходним краем, которое было озвучено Войниловичем в ходе аудиенции российского императора Николая II с группой отдельных членов Государственного Совета, для чего Войнилович смело вышел за рамки протокола встречи. Прошение об автономии не имело никакой реакции российского императора, но российская власть (в первую очередь, Столыпин) не оставила без внимания вопрос о введении земств в западных губерниях.
На выборах 1907 года во II Государственную Думу из-за активного вмешательства российского правительства уменьшилось число депутатов-краёвцев от Западного края до 11 лиц, но и II Государственная Дума просуществовала недолго и была неэффективной. Чтобы восстановить своё влияние в нижней палате парламента, 17 июня 1907 краёвцы-консерваторы в Вильнюсе учредили «Краёвую партию Литвы и Белоруссии», но только один её член получил депутатский мандат в III Государственной Думе.

## Первая Мировая Война

### Лозанский конгресс
Первая мировая война (1914—1918 гг.) оказалась критическим этапом в развитии белорусского национального движения. Несмотря на разрушительные последствия войны для региона, она стимулировала этнокультурное пробуждение и способствовала консолидации белорусской политической элиты вокруг идеи независимости страны. Этот период также возродил концепцию воссоздания Великого Княжества Литовского (ВКЛ) на новых политических началах. В декабре 1915 года в Вильно был опубликован манифест Конфедерации ВКЛ, подписанный представителями белорусского, литовского и польского социалистического движения, а также умеренными еврейскими политическими деятелями. В тот же период была предложена концепция создания «соединенных штатов» народов Беларуси, Литвы и Украины, простирающихся от Балтийского до Чёрного моря.
Эти геополитические инициативы в целом можно оценить как утопические, продиктованные политическим романтизмом и объявленные в условиях немецкой оккупации Литвы и западной Беларуси (Обер-Ост). Однако они не были результатом пропаганды Кайзеровской Германии, а выражали стремление к региональной политической независимости от Российской империи и Германской империи. Антон Луцкевич позже отмечал, что существовала возможность иного исхода войны, при котором Германия могла бы победить Россию, но в итоге проиграть западным державам. В этом контексте он подчеркивал намерение использовать все возможности для достижения факта восстановления ВКЛ.
Разработка документа проходила в узком кругу виленских масонов, включая братьев Луцкевичей, литовцев Ю. Шаулиса и С. Кайриса, поляка А. Заштовта, а также еврейских «фолькистов» Ц. Шабада и А. Гершона. Эта инициатива не получила поддержки, в первую очередь, со стороны местных польских консерваторов и народных демократов. Братья Луцкевичи также использовали идеологическую платформу Лиги защиты прав инородцев в России, организации, созданной по инициативе Германии и Австро-Венгрии в 1915 году с целью дискредитации российского правительства на международной арене. На конгрессе угнетенных народов в Лозанне в 1916 году Иван Луцкевич представил план создания нового межгосударственного объединения на территориях, оккупированных немцами и австро-венграми, — «соединенных штатов» Восточной Европы от Балтики до Чёрного моря, подчеркивая, что его реализация возможна только при полном крахе государственного строя в России.
Идея Ивана Луцкевича не нашла широкого отклика среди потенциальных союзников, и «лозанский конгресс» усугубил уже напряженные белорусско-польские и белорусско-литовские отношения на региональном уровне. Виленские поляки, как правые, так и левые, отвергли любые унионистические концепции и сосредоточились на реализации своих национальных проектов, не рассматривая виленских белорусов как равноправных партнёров. Большинство литовских политиков также отклонили идею белорусско-литовского союза, стремясь избежать «славянизации» Виленского края и построить собственное национальное государство с центром в Вильно (Вильнюсе), опасаясь, что присоединение Беларуси может стать препятствием на пути к национальной независимости из-за сильного российского влияния на её политическую, экономическую и культурную жизнь.

### Попытка сотрудничества с Украиной
После «лозанского конгресса» 1916 года Вацлав Ластовский объявил о создании альтернативного Конфедерации ВКЛ «Объединения независимости и неделимости Беларуси», предложив идею белорусско-украинской федерации в ответ на стремления братьев Луцкевичей к созданию белорусско-литовского союза. В апреле 1918 года он заявил, что белорусская политическая мысль должна искать надежных союзников, которые искренне поддерживают Беларусь и не угрожают её независимости, считая Украину таким союзником. Однако известный белорусский ученый и общественный деятель Митрофан Довнар-Запольский выразил скептицизм по поводу белорусско-украинской федерации, предупреждая о возможных рисках для белорусской государственности из-за асимметрии между странами в ключевых экономических и демографических показателях, а также из-за экспансионистских амбиций части украинской элиты. Он выступал за двусторонние и многосторонние внешнеторговые соглашения, которые позволили бы Беларуси развивать внешнюю торговлю, сохраняя при этом контроль над национальной экономикой и защищая её от недобросовестной конкуренции.
Инициаторами создания Великого княжества Литовско-Белорусского в 1918 году выступили руководители консервативного коренного католического и польскоязычного сословного среднего класса и зажиточного дворянства Минской губернии, многие из которых были руководителями и членами Минского земледельческого общества. Общества (МЦГ), а также бывших представителей «Краёвцев», ранее требовавших (в 1905—1907 гг.) от российского правительства и общества политической автономии литовско-белорусских губерний (Северо-Западный регион) в России. Лидером местных консерваторов стал Эдвард Войнилович, председатель МТСГ. Апогей влияния либерально-консервативного направления «регионализма» на литовско-белорусских землях пришёлся на 1905—1911 годы, но и после этого лидеры либерально-консервативного направления «регионализма» в Минске, Могилеве и Витебская губерния не отказалась от идеи политической субъектности Литвы — белорусских земель в той или иной форме. Ещё во времена Российской империи минские консервативные дворяне на закрытых заседаниях Минского земледельческого общества высказывали, что планируемое независимое Литовско-белорусское государство должно иметь конституционно-монархический строй и поддерживать либерально-консервативные ценности (уважение права на частная собственность; юридическое равенство всех языков, культур и религий); поддержка семейных ценностей и религиозности; развитие системы образования и всеобщей грамотности и т. д.). Карл Незабытовский (1865—1952), один из руководителей общества, однажды афористически заявил на заседании Минского земледельческого общества, что «республика» приведет к «режь публику». Планировалось, что столицей Королевства будет Вильня.

### Реставрация монархий в Польше и Литве
После октябрьского переворота в России и установления власти большевиков в Петрограде, отменивших частную собственность на землю земельным декретом от 26 октября 1917 года, руководители МЦУ направили представителей «Польской Рады Минской Земли» через линию фронта встретилась в Бресте с немецким генералом Максом Гофманом и предложила немцам оккупировать территорию Белоруссии до Днепра, обещая помощь в этом путем создания собственных воинских частей. После встречи с немцами в Бресте делегация отправилась в Варшаву для установления контакта и достижения сближения с полунезависимым прогерманским Польским Регентским советом Королевства Польского, руководствующимся в своих планах принципом «не России». Руководители МЦСУ, также руководствуясь принципом сохранения политической субъектности Беларуси, через своих делегатов от Польского совета Минской земли заявили Польскому регентскому совету о желании Беларуси выйти из-под влияния большевистской России, но «без намерения напрямую включить Беларусь в состав Польши». Отец Зигмунт Хельмицкий, давний друг графа Ежи Чапского, был членом Регентского совета в Варшаве. Результатом соглашения стало наступление немецких войск на Минск в феврале 1918 года, где 10-я немецкая армия отвергла притязания Народного секретариата Белоруссии(возглавляемого Иосифом Воронкой) на власть и заняла враждебную позицию. к своему социалистическому составу и заявил «защищать завоевания революции», принял приветственный адрес и мемориал от консервативных дворян, подписанный, среди прочего, Эдвардом Войниловичем, и одобрил создание Минского белорусского представительства (Белорусского народного представительства) во главе с Романом Скирмунтом в Минске 25 февраля 1918 года.
Германский император Вильгельм заявлял, что желает объединить Пруссию и Литву личной унией под своим началом. Вильгельм II предлагал своего сына Иоахима в качестве короля Литвы. Своих кандидатов предлагало Королевство Саксония (принц Фридрих Кристиан). Саксонцы пытались исторически обосновать свой вариант и вспоминали, что саксонские курфюрсты Август Сильный и Август III в 1696—1763 были и великими князьями Литовскими. Но литовская тариба приняла решение короновать Вильгельма Фон Ураха из династии герцогов Урахских как «Миндаугаса II».
По условиям Тарибы новый монарх обязывался править страной только в согласии с парламентом и министрами. Король должен был соблюдать конституцию, защищать независимость и территориальную целостность Литвы, должен быть веротерпимым, но сам обязан быть католиком (это было одно из основных требований при выборе короля). Королю нужно было выучить литовский язык, который стал официальным языком государства и при дворе Король должен был переехать в Литву со своей семьёй. Но Вильгельм так никогда и не побывал в своём королевстве.
Белорусские социалистические партии и организации были конкурентами консервативного дворянства (сторонников капиталистического строя государства) в процессе создания белорусской государственности. Объявление от 25 марта 1918 г. в Минске, оккупированном немецкими войсками, независимость Белорусской Народной Республики (БНР), которая начала создаваться как социалистическое государство, была воспринята негативно консервативным минским дворянством: 9 марта 1918 г. Был принят Учредительный Устав БНР, седьмой пункт которого провозглашал отмену частной собственности на землю. Роман Скирмунт, который 12 апреля 1918 г. был включен в ряды Рады БНР, ориентировал Совет на сотрудничество с немецкой военной администрацией в Минске и Германии: по инициативе Романа Скирмунта, 25 апреля, председатель Рады БНР Иван Серада, председатель Народного секретариата БНР Язеп Воронка, члены Совета БНР Роман Скирмунт, Павел Алексюк, Язеп Лесик и другие лица направили германскому императору секретную телеграмму, в которой сообщали о стремлении к независимой и неделимой Беларуси в союзе с Германской империей. По рекомендации немецкого военного командования в Минске формирование нового кабинета министров БНР было поручено Роману Скирмунту. В мае 1918 г. В качестве делегата БНР Скирмунт отправился в Берлин, где безуспешно ходатайствовал об аудиенции у германского императора. Тем не менее, по мнению белорусского историка Захара Шибеко, только под защитой 10-й немецкой армии, которую привели в Минск и Минскую губернию местные консервативные католики и польскоязычные Маянтковцы, удалось развернуть создание реальных элементов государственных структур БНР — Советы, местные советы в районах (выборные органы БНР) — и выдают паспорта БНР, занимаются международной деятельностью, открывают белорусскоязычные школы и издают газеты, восстанавливают деятельность церкви и церковь, а также создать собственную армию и полицию БНР, чего немцы не позволили. Шибеко считает, что без немецких гарантий, в условиях незаинтересованности и агрессивных намерений ближайших соседей (России, Украины, Польши и Литвы) вряд ли было возможно создание такого явления, как БНР — важный опыт создания белорусской государственности в XX века, ставший образцово-символическим для последующих лет.
Новый премьер-министр БНР с 9 июля 1918 года, Роман Скирмунт, которого поддержали руководители МТСГ и консервативное дворянство, немедленно поставил на пересмотр седьмой пункт Второго Учредительного устава БНР, касавшийся аграрного вопроса. При одобрении консервативного помещичьего двора Скирмунт предложил белорусским социалистическим партиям компромисс по земельному вопросу (продажа крестьянам части помещичьих земель мелкими наделами по цене, соответствующей их реальной стоимости), но не смог достичь взаимопонимания с социалистами. В результате 20 июля 1918 г. кабинет Романа Скирмунта был вынужден официально уйти в отставку, а формирование нового кабинета, созданного на основе коалиции, было поручено Ивану Сераду представителями фракций Совета БНР. А намерения местных консервативных дворян-владельцев заключались в том, чтобы за свой счет сформировать главное для укрепления белорусской государственности — армию БНР в 200 тысяч воинов, финансирование которой обещали поддержать виленские банкиры. Немецкое политическое руководство в Берлине не спешило признавать и поддерживать белорусскую государственность и формирование белорусской армии.
В конечном итоге, идеи белорусско-литовской или белорусско-украинской федерации так и не были реализованы. Наиболее реальным было сотрудничество с Литвой, но события, связанные с оккупацией и сменой власти, разбили все надежды на региональное сотрудничество в этом регионе. Виленские поляки и литовцы также продолжали строить свои национальные проекты, не рассматривая виленских белорусов как равноправных партнёров.

## Литбел (1919)
4 декабря Центральное бюро литовской секции РКП (б) в Москве постановило создать литовское временное революционное правительство. 8 декабря было сформировано Временное революционное рабоче-крестьянское правительство Литвы под председательством В. Мицкявичюса-Капсукаса. Местонахождением правительства 16 декабря 1918 — 7 января 1919 был занятый красными частями Двинск (совр. Даугавпилс). 16 декабря Временным революционным правительством опубликован манифест, провозгласивший низложение власти германских оккупантов, и о роспуске подконтрольного им Литовского Государственного Совета, переход власти к советам депутатов трудящихся и создание Литовской Советской Республики.
Между тем аналогичным образом 30—31 декабря 1918 в Смоленске было создано белорусское Временное революционное рабоче-крестьянское правительство во главе с Д. Ф. Жилуновичем. 1 января 1919 Временное революционное правительство опубликовало манифест, провозгласивший образование Советской Социалистической Республики Белоруссия. 31 января 1919 года ССРБ вышла из состава РСФСР и была переименована в Белорусскую Советскую Социалистическую Республику, независимость которой официально признало правительство Советской России. 2 февраля 1919 года в Минске собрался I Всебелорусский съезд Советов рабочих, солдатских и красноармейских депутатов, принявший 3 февраля Конституцию БССР.
Первый съезд Советов Белоруссии (Минск, 2—3 февраля) и Первый съезд Советов Литвы (Вильно, 18—20 февраля) приняли Декларации о слиянии республик. 27 февраля 1919 в Вильне состоялось объединённое заседание ЦИКов Литвы и Белоруссии. На нём было провозглашено образование Литовско-Белорусской Советской Социалистической Республики (Литбела) со столицей в Вильне.
Председателем Совета народных комиссаров ЛБССР был назначен белорусский писатель — Дмитрий Жилунович.
При польском наступлении, Литбел была упразднена.

## Литовско-белорусский союз (1920 г.)
В результате переговоров между Виленской белорусской Радой и Президиумом Литовской Тарибы от 27 ноября 1918 года, было создано Министерство белорусских дел Литвы во главе с 1-м Премьер-министром БНР — Иосифом Воронко.
Белорусы получали 25 % мест в Литовской Тарибе. Во главе правительства Литвы тогда стоял Аугустинас Вольдемарас (будущий лидер литовского националистического движения «Железный Волк»). Под юрисдикцией министерства находилась территория Гродненщины, Виленщины и бывшей Сувалкской губернии, площадью около 39 тыс. км² с населением 1.9 млн человек. Планировалась автономия с государственным языком белорусским. Президент Литовской Республики Антанас Сметона также предлагал объединение литовских и белорусских земель в равноправную «Конфедерацию Великого Княжества Литовско-белорусского». Функции министерства белорусских дел: предоставление кандидатов на должности городских и уездных комиссаров, назначение школьных инспекторов, судей и др. Министерство назначило комиссаров в Гродно, Лиду, Дятлово (ныне Беларусь), Белосток, Бельск, Беловежу, Крынки, Соколку (ныне Польша). Сформировало 1-й белорусский пеший полк, который дислоцировался в Гродно. При участии представителей министерства создана Гродненская уездная рада, белорусская областная управа и комитет связи культурно-национального возрождения. Преследовало цель предупредить оккупацию белорусских западных земель Польшей путем создания совместного белорусско-литовского государства, сохранить территориальную целостность Белоруссии.
Второй Министр Белорусских дел Литвы, Д. Семашко, участвовал в переговорах с литовским правительством о создании Королевства Литовско-белорусского.
В январе 1919 г. Семашко, как представитель белорусского меньшинства был отправлен Литвой на Парижскую мирную конференцию. Его роль на конференции стала более заметной после того, как белорусская делегация во главе с премьер-министром Антоном Луцкевичем прибыла в Париж летом 1919 года. В середине июня 1919 года Семашко издал меморандум, в котором безоговорочно признавал территории бывших Виленской и Гродненской губерний Литве. В апреле 1920 г. был направлен представителем Тарибы Литвы на переговоры по советско-литовскому мирному договору.
11 ноября 1920 г. правительство Рады БНР возглавляемое В. Ластовским подписало с Литвой в Каунасе секретный договор. На основании договора правительство Литвы официально признало правительство БНР во главе с В. Ластовским и обязалось оказать ему финансовую и дипломатическую поддержку. Также литовцы согласились предоставить белорусам право на издание газет, печатание литературы, создание школ, формирование вооруженных отрядов. В свою очередь, правительство БНР обязалось поддерживать литовское правительство в его борьбе за освобождение Виленской территории в границах, установленных договором между РСФСР и Литвой от 12 июля 1920 г., добиваться появления в государственных органах, избираемых поляками, представителей, стоящих на платформе белорусско-литовского единства, установить контакт с представителями других народов, населяющих восточную часть Польши, с целью создания единого антипольского фронта (в первую очередь, с украинцами)
Благодаря союзу с Литвой, в ноябре 1920 г. правительство В. Ластовского прекратило попытки договориться с Польшей и РСФСР.

## Белорусское Государство (1920 г.)
После роспуска Рады Маршалом Булак-Балаховичем, многие монархически-настроенные землевладельцы получили место в новом «Временном правительстве Белоруссии» Павла Алексюка. В том числе Эдвард Войнилович, Роман Скирмунт, Ежи Чапский и др. На занятых балаховцами территориях провозглашалось Белорусское Государство, однако, оно просуществовало не долго, и пало после наступления РККА. Начальник Белорусского Государства, Станислав Булак-Балахович, очень тесно сотрудничал с РПК Б. В. Савинкова, что противоречило изначальной Краевой идее.
Как в Сейме, так и в общественных кругах Конгресувки, а также на самих Кресах по-прежнему существовали две концепции, о которых я не один раз упоминал. Представители первой были сторонниками аннексии, за которую выступали приграничные уезды на Гродненщине, включая большую часть Виленской губернии. Представители второй ориентировались на унию (широкую автономию), за которую выступала вся Беларусь. Варшаву будоражили различные версии (которые в последующем не подтвердились), что подобно Желиговскому в Вильно путем мятежа, а в самом деле, с благословения и при помощи правительства, генерал Балахович занял Минск и Беларусь и собирается заявлять о своем самоопределении. Даже временное правительство уже почти создано, в его состав включены: я, Р. Скирмунт, Ежи Чапский и Ольгерд Свида, что уже было явным преувеличением, поскольку Балахович находился в это время между Пинском и Мозырем. В Минске после подписания перемирия расстреляли 140 человек, фамилии которых были переданы Рачке

(Из воспоминаний Эдварда Войниловича)